# Sevenair Air Services
Sevenair SA, anteriormente denominada Aero VIP, es una aerolínea regional portuguesa con sede en el Aeródromo de Cascaes, al oeste de Lisboa. Opera rutas regionales nacionales dentro de Portugal continental y también ofrece servicios de aviación adicionales y operaciones no regulares en terceros países.  Forma parte de Sevenair Group, uno de los mayores grupos aeronáuticos que operan en Portugal, que presta los siguientes servicios: transporte aéreo (regional y no regular), trabajos aéreos, escuela de vuelo y mantenimiento de aeronaves.
Opera la mayor escuela de vuelo de Europa, Sevenair Academy, en el Aeródromo de Ponte de Sor, en el Distrito de Portalegre.

## Historia
Antes de integrarse en el Grupo Sevenair, la aerolínea se llamaba AeroVip, nombre del cual aún conserva en 2019 el Códigos (WV/RVP).
En septiembre de 2022, Sevenair adquirió todos los activos de entrenamiento de vuelo de la empresa estadounidense L3Harris Technologies en Ponte de Sor, con la que fundó Sevenair Academy, la mayor escuela de vuelo de Europa.

## Destinos
En marzo de 2019, Sevenair operaba en los siguientes destinos:
- Braganza
- Vila Real
- Viseu
- Lisboa–Cascaes (base)
- Portimão

## Flota

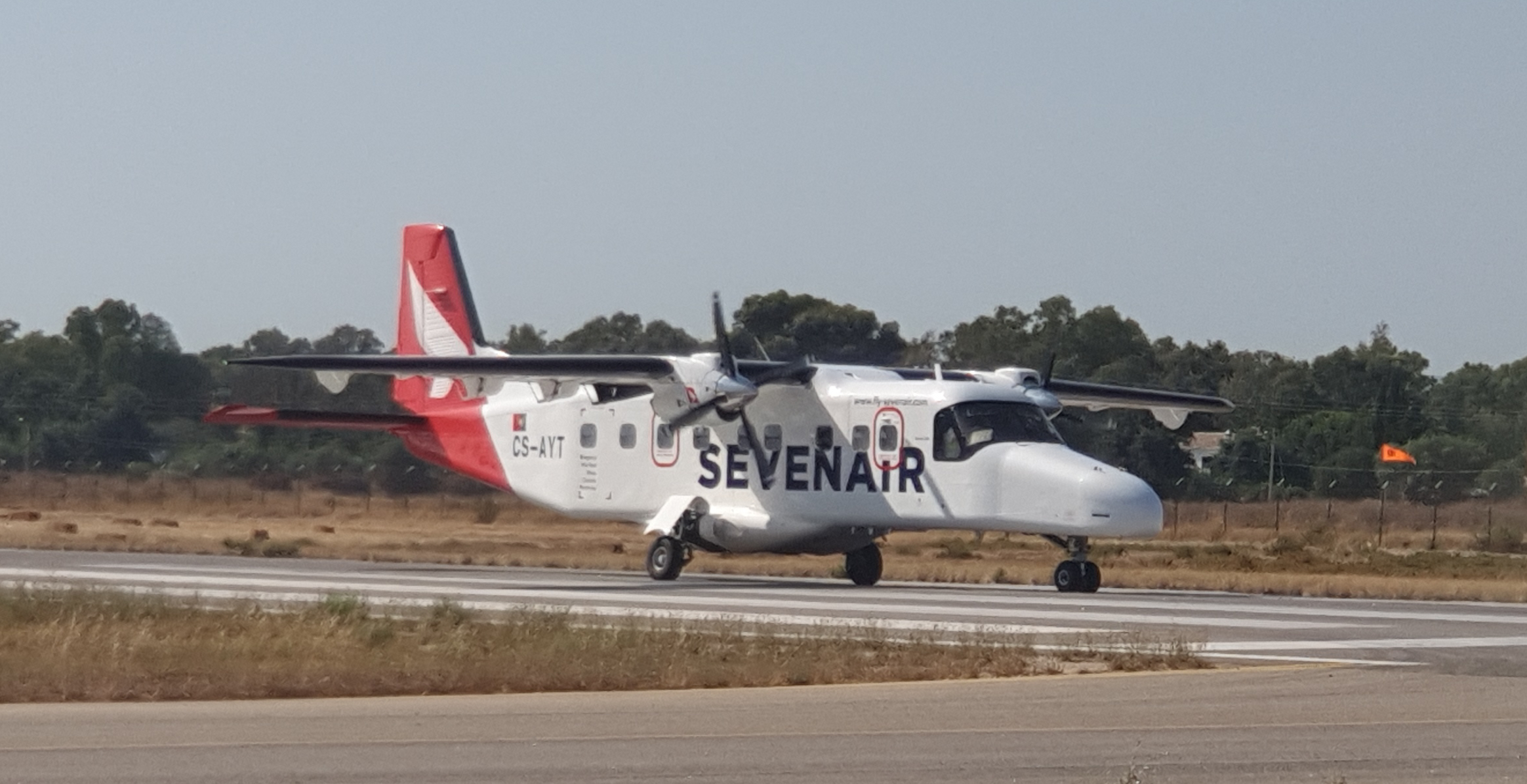
Dornier DO-228 (CS-AYT) de Sevenair en el Aeropuerto de Portimão.

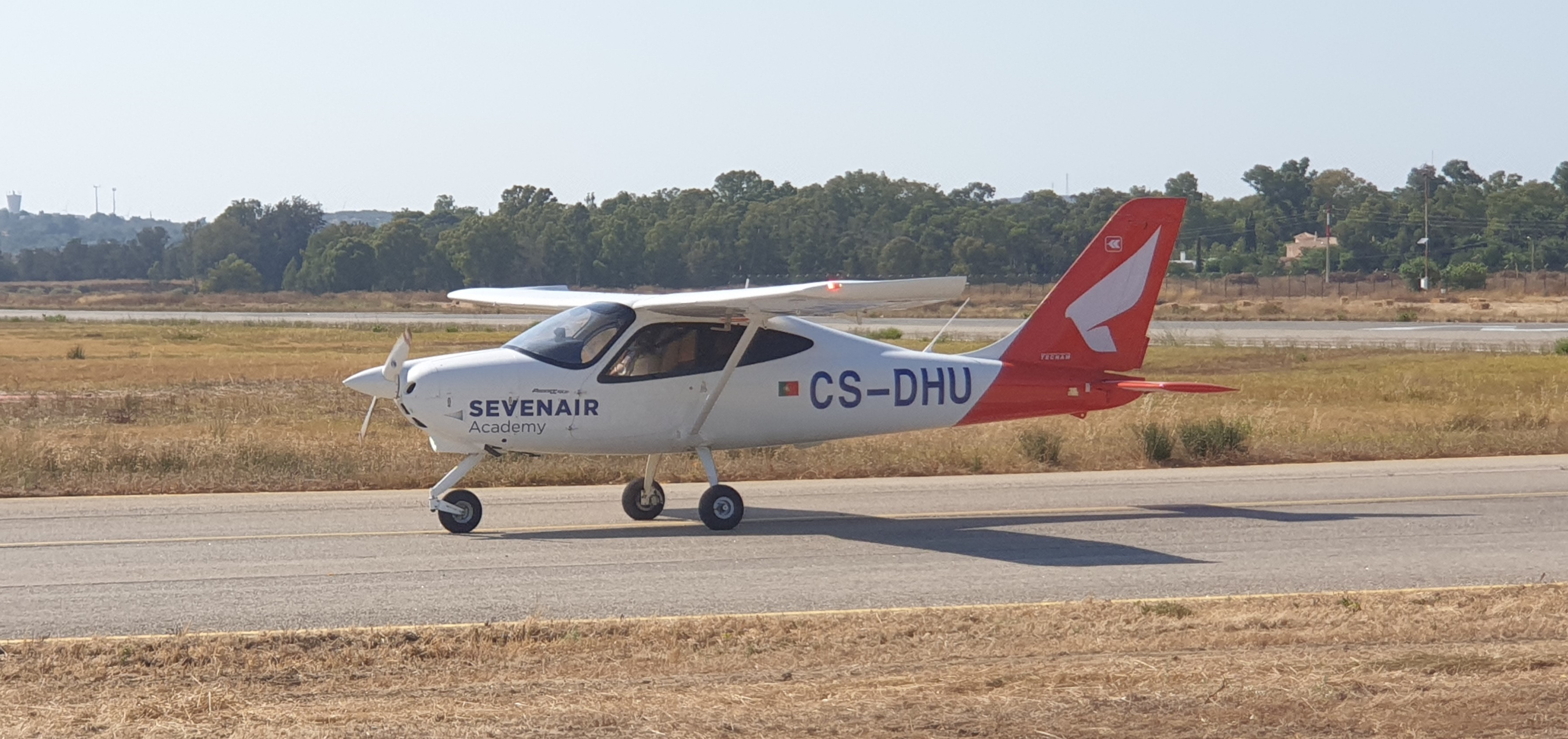
Tecnam P2008JC (CS-DHU) de Sevenair.

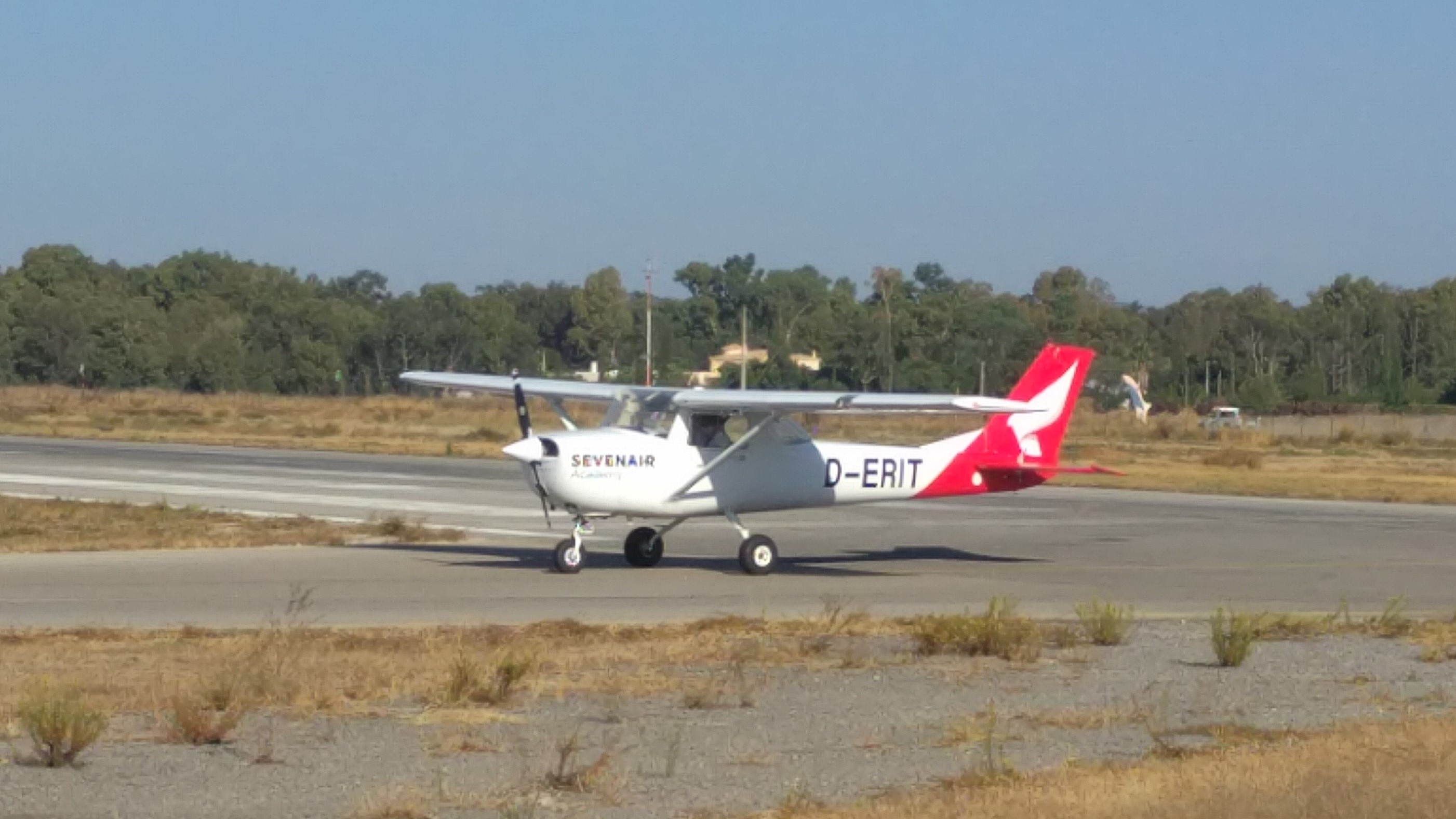
Reims F150J (D-ERIT) de Sevenair.

La flota de Sevenair incluye las siguientes aeronaves:

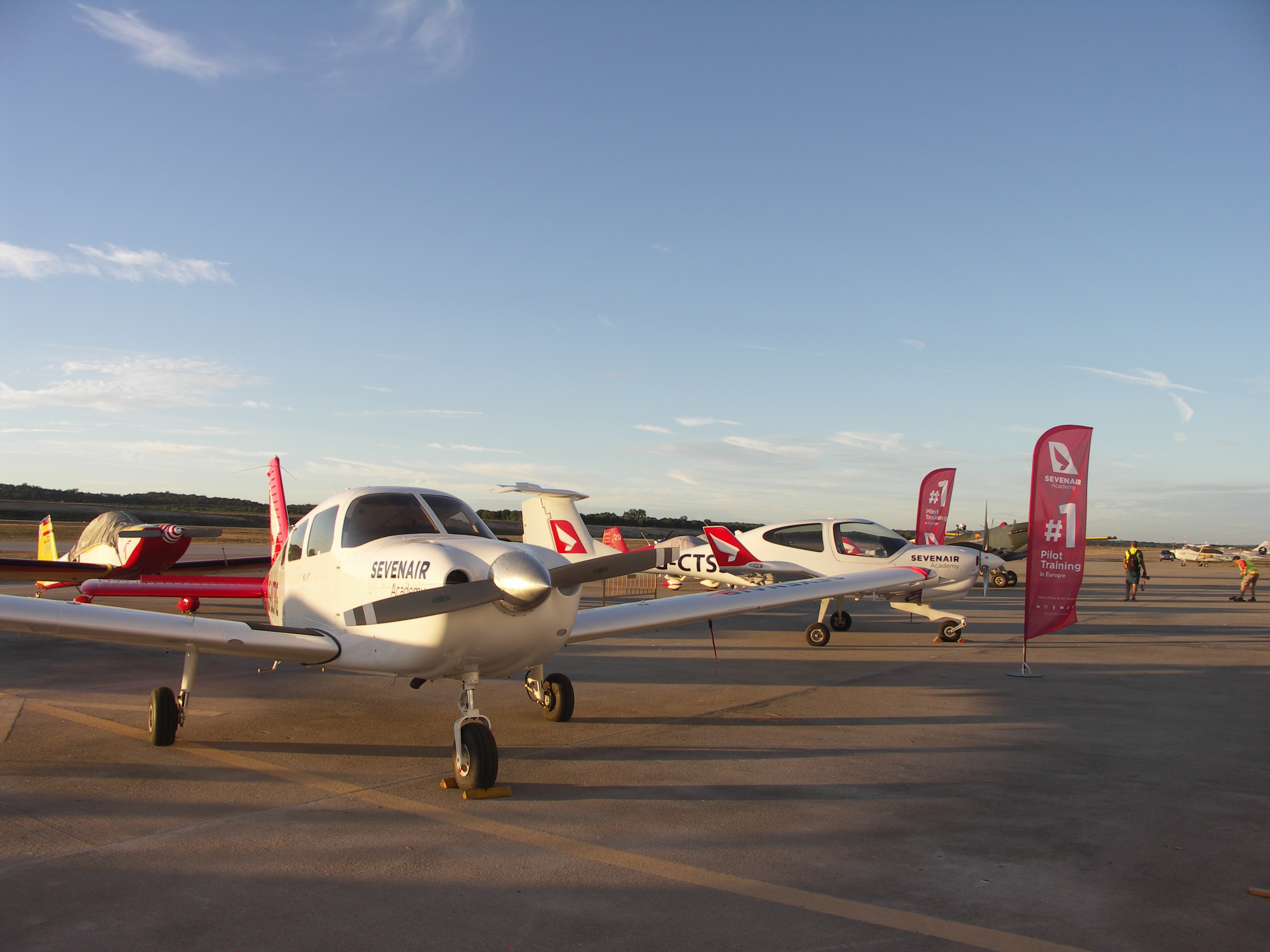
Piper PA-28-181 Archer II y Diamond DA40 de Sevenair en el aeródromo de Ponte de Sôr

La aerolínea también ha firmado una carta de intención para la adquisición de 6 unidades del avión eléctrico Heart Aerospace ES-30 Aeronave.[cita requerida]

### Aerolínea
- 2 Dornier 228 - CS-AYT, CS-DVU
- 1 British Aerospace Jetstream 32 - CS-DVQ

### Servicios aéreos
- 2 Cessna 172 Rocket (utilizados para remolque de pancartas)
- 2 Cessna 182 Skylane (utilizados para operaciones de paracaidismo)
- 2 Pilatus PC-6 (utilizados para operaciones de paracaidismo)
- 1 Piper PA-31 Navajo Chieftain (almacenado)
- 1 Extra EA-300

## Accidentes e incidentes
- El 2 de diciembre de 2010, un Dornier 228 de Aero VIP, matrícula CS-TGG, que operaba el vuelo 854 en ruta nacional (Lisboa-Vila Real-Braganza), se encontraba en aproximación final a Braganza (LPBG) alrededor de las 17:20 hora local. Había nevadas y niebla en ese momento. El avión descendió demasiado y el tren de aterrizaje delantero cortó una línea eléctrica. La tripulación realizó una maniobra de aproximación y aterrizó sin problemas. La aeronave resultó ilesa y no hubo heridos. El incidente dejó a 2000 personas sin electricidad durante dos horas.[8]